# Red Bull RB10
El Red Bull RB10 es un monoplaza de Fórmula 1 diseñado por Adrian Newey para el equipo Infiniti Red Bull Racing para competir en la Temporada 2014 de Fórmula 1. Fue conducido por el actual ganador del Campeonato Mundial de Pilotos, Sebastian Vettel y por Daniel Ricciardo, quien fue promovido de la escudería hermana, Toro Rosso, después de que Mark Webber anunciase su retiro del deporte para el final de la temporada 2013.
El monoplaza fue presentado el 28 de enero de 2014 en el Circuito de Jerez.

## Diseño y desarrollo
El RB10 fue diseñado para usar el nuevo motor de Renault, el V6 1.6 turbo, denominado Renault Energy F1-2014. El sistema de recuperación de energía fue desarrollado por Renault, en tanto que la transmisión fue desarrollada en su totalidad por Red Bull.
Las primeras etapas de desarrollo del RB10 se vieron limitadas por varias cuestiones, ya que el equipo sólo dio once vueltas en los tres primeros días de prueba en Jerez de la Frontera. Red Bull, al igual que los demás equipos equipados con motores Renault, Toro Rosso, Lotus y Caterham, se vio afectado con problemas en la parte física del motor que impedían que los componentes individuales pudieran trabajar en conjunto. Una vez que se resolvieron estos problemas, el equipo experimentó problemas con el software que maneja la unidad turbo. Red Bull también sufrió problemas específicos, derivados del apretado embalaje del chasis del RB10, lo que provocó que las temperaturas dentro del coche suban tanto que algunas partes comenzaron a arder.

## Resultados
(Clave) (negrita indica pole position) (cursiva indica vuelta rápida)
| Año  | Motor                               | Neu. | N.º | Pilotos          | 1   | 2   | 3   | 4   | 5   | 6   | 7   | 8   | 9   | 10  | 11  | 12  | 13  | 14  | 15  | 16  | 17  | 18  | 19  | Puntos | Pos. |
| ---- | ----------------------------------- | ---- | --- | ---------------- | --- | --- | --- | --- | --- | --- | --- | --- | --- | --- | --- | --- | --- | --- | --- | --- | --- | --- | --- | ------ | ---- |
| 2014 | Renault Energy F1-2014 1.6 V6 Turbo | P    |     |                  | AUS | MYS | BHR | CHN | ESP | MON | CAN | AUT | GBR | GER | HUN | BEL | ITA | SIN | JPN | RUS | USA | BRA | ABU | 405    | 2º   |
| 2014 | Renault Energy F1-2014 1.6 V6 Turbo | P    | 1   | Sebastian Vettel | Ret | 3   | 6   | 5   | 4   | Ret | 3   | Ret | 5   | 4   | 7   | 5   | 6   | 2   | 3   | 8   | 7   | 5   | 8   | 405    | 2º   |
| 2014 | Renault Energy F1-2014 1.6 V6 Turbo | P    | 3   | Daniel Ricciardo | DSQ | Ret | 4   | 4   | 3   | 3   | 1   | 8   | 3   | 6   | 1   | 1   | 5   | 3   | 4   | 7   | 3   | Ret | 4   | 405    | 2º   |

- Pilotos y constructores suman puntos dobles en el Gran Premio de Abu Dabi.